# Bar Kochba (opera)
Bar Kochba (též psáno Bar-Kochba) je opera o třech jednáních českého skladatele Stanislava Sudy na libreto Karla Jonáše podle stejnojmenného eposu básníka Jaroslava Vrchlického z roku 1897. Poprvé byla provedena dne 8. dubna 1905 v Městském divadle v Plzni.

## Vznik a historie díla
Třetí opera plzeňského skladatele Stanislava Sudy vznikla v návaznosti na jeho oba předchozí úspěchy, opery U Božích muk (1897) a Lešetínský kovář (1903). Stejně jako v případě předchozí opery vycházel Suda, respektive jeho libretista Karel Jonáš, ze známé básně, tentokrát dramatické básně Jaroslava Vrchlického zabývající se – v romantizované podobě – židovským protiřímským povstáním (tzv. druhou židovskou válkou) v letech 132–135 vedeném Šimonem bar Kochbou (Bar Kochba v libretu).
Skladatel na díle pracoval v letech 1904-1905 a ještě roku 1905 byl Bar Kochba uveden, stejně jako všechny ostatní Sudovy opery, v Městském divadle skladatelovy rodné Plzně, dirigoval Antonín Kott a režii měl Vendelín Budil. Úspěch předchozích oper se však neopakoval. Námět skladateli neumožnil organicky využít lidový a přístupný smetanovsko-dvořákovský tón tak jako v předchozích dvou operách odehrávajících se na českém resp. slovenském venkově a navíc u skutečně dramatického děje se projevila Sudova „chybějící jevištní představivost“ způsobená slepotou. Až na znovuuvedení v Plzni roku 1924 proto opera nebyla na dalších profesionálních scénách inscenována.

## Osoby
- Bar Kochba, Hvězdy syn, židovský vesničan, později pomazaný židovský král tenor
- Rabbi Akiba, baryton
- Titus Annius, syn římského místodržitele Rufa, baryton
- Fulvia, jeho manželka, soprán
- Egla, Bar Kochbova snoubenka, soprán
- Junia, Fulviina důvěrnice, soprán
- Rispa, židovská vesničanka, alt
- Roboám, mladý pastýř, soprán
- Simon, tenor
- Hyrkán, pastýř, později strážce hradu, bas
- Vrchní strážce, tenor
- Bathkol, hlas z nebe
- Děvče židovské, soprán
- Židové a římští vojáci

## Děj opery

### 1. dějství
(Údolí judských hor) Židovský lid, úpící pod nadvládou Římské říše, vesele tančí a zpívá z návodu pastýřů Hyrkána a Roboána. Za to jej přísně kárá rabín Akiba: dokud je Izrael v římském otroctví, je veškeré veselí zakázáno. Jako svědky přivádí Rispu, jež vypráví o tom, jak při jejích oddavkách Římané přepadli svatebčany, ženicha zabili a ji samotnou znásilnili. Simon se připojuje s líčením znesvěcení a zničení Šalamounova chrámu a připomíná rozkaz římského místodržícího Rufa, podle kterého má každý Žid volbu jen mezi smrtí a otroctvím. Pobouřený lid volá po pomstě, provolává povstání a žádá Akibu, aby se postavil do jeho čela. Rabín se k tomuto úkolu necítí vhodný pro svůj pokročilý věk a vyzývá Boha, aby vůdce povstání určil sám. Zableskne se a zahřmí, z nebe je slyšet hlas: proti Římu nechť Židy vede Bar Kochba, „syn hvězdy“. Pod tímto jménem předstupuje prostý vesničan, jehož podoba se Akibovi již dříve zjevila ve snu. Rabín se ptá Bar Kochby, zda je schopen na sebe vzít Bohem uložený úkol a splnit podmínku s tím spojenou, totiž vzdát se veškeré pozemské lásky. Mladík souhlasí a ochotně se vzdává své milé Egly i přes její prosby a protesty. Akiba Bar Kochbu pomazává za židovského krále a odvádí jej do města Betheru.

### 2. dějství
(Královský hrad v Betheru) Bar Kochba docílil řady vítězství nad Římem a vládne z Betharu pod bdělým zrakem Akiby dohlížejícího nad královou cudností, na níž závisí osud Izraele. Po rabínově odchodu zpívá mladý pastýř Roboám králi milostnou píseň. Bar Kochba jej přerušuje, neboť se obává, že by v něm jeho zpěv mohl vyvolat milostnou touhu. Akiba se vrací a přivádí slavnostní průvod z kořistí z dosavadních vítězných střetnutí. Její součástí je krásná Římanka Fulvia, místodržitelova snacha. Čeho se Bar Kochba obával, stalo se: jediný pohled na Fulvii v něm vzněcuje prudkou milostnou touhu. Káže Roboámovi dopět svou píseň, poté nechá předstoupit Fulvii a oznamuje jí, že se stane židovskou královnou. Dává jí k dispozici ze zajatců dvanáct římských služebnic. To samozřejmě vyvolá ostrý konflikt krále s pohoršeným Akibou a rabín je uvržen do vězení. Když jej stráže odvádějí, rabín Bar Kochbu proklíná.

### 3. dějství
(Tamtéž) Vojenské štěstí se obrací. Titus Annius, místodržitelův syn a Fulviin manžel, zlomil odpor židovských oddílů a blíží se se svým vojskem k Betheru; cestou zajal též Eglu. Bar Kochba se ale zabývá jen přípravou své svatby s Fulvií. Služebné zdobí nevěstu, která se svěřuje své přítelkyni Junii s nenávistí k Bar Kochbovi a s láskou k Titu Anniovi. Ale Fulvie neočekává nečinně svůj osud: přesvědčila některé strážce královského hradu, kteří vypověděli králi věrnost z pomsty za Akibovo uvěznění, aby vpustili římské vojsko do města tajnými chodbami. Jedna z nich vede přímo do Fulviiny komnaty a tou má vniknout Titus Annius, aby zabil krále.
Bar Kochba se vrací ke své nastávající, ale zastaví ho Egla, která slyšela v tajné chodbě úmluvy Tita Annia s hradní stráží a nyní svého bývalého milého varuje. A skutečně, hluk zbraní dokazuje, že římský útok již začal. Bar Kochba chce Fulvii nejprve probodnout, ale pak si nechce špinit ruce a dává ji svrhnout do hluboké studny. Brzy je u něj Titus Annius. Vojáci Bar Kochbu odzbrojí a vojevůdce se ptá po své ženě. Ale Bar Kochba je ochoten prozradit mu místo, kde ji najde, jen propustí-li Říman Akibu. Egla se vysmívá hrozbám, které jí za zradu adresuje Titus Annius, a odprošuje Bar Kochbu za to, že nepřišla včas. Přivedený Akiba znovu proklíná Bar Kochbu za to, že uvedl Izrael do větší bídy než dříve. Bar Kochba pak Římanům prozrazuje Fulviin osud. Titua Annius jej usmrtí a král umírá v Eglině náručí a poslední myšlenkou na svůj nešťastný lid. Římané slaví své konečné vítězství.